# تاونشیپ ۳، شهرستان روکس، کانزاس
تاونشیپ ۳ (به انگلیسی: Township 3) یک منطقهٔ مسکونی در ایالات متحده آمریکا است که در کانزاس واقع شده‌است. تاونشیپ ۳ ۱٬۲۱۲ نفر جمعیت دارد و ۵۹۱ متر بالاتر از سطح دریا قرار دارد.